# Озге Ягиз
Озге Ягиз (тур. Özge Yağız; 10 квітня 1997) - турецька акторка. Дебютувала в кіноіндустрії в 2016 році, всього за три роки стала однією з найпопулярніших молодих представниць цієї професії.

## Біографія
Народилася в м. Анкарі в Туреччині 10 квітня 1997 року. Вік актриси 24 роки. Батьки дівчинки жили небагато, звикли розраховувати тільки на себе. Озге — не єдина дитина в сім’ї, але її вихованню приділялося багато часу. Батько і мати майбутньої знаменитості вважали, що акторська майстерність — це тільки хобі для їхньої дочки, тому радили подумати щодо майбутньої професії. З раннього дитинства дівчинка представляла себе актрисою. Для цього  володіла всіма необхідними даними —  харизма і артистичність. Закінчивши школу   вступила до театрального інституту і пішла в Столичну Академію Комунікацій, яку успішно закінчила. В той самий час не забуває про свою дитячу мрію — стати актрисою. Їй спадає на думку брати уроки акторської майстерності в студії «No10 Studios». Під час навчання на яскраву дівчину звертають увагу режисери та запрошують на кастинг в серіал. Це стало вирішальним моментом у кар'єрі. Дівчина відрізнялася від однолітків захопленістю кінематографа. За власним визнанням, вона з великим інтересом подивиться фільм, ніж прочитає книгу. Друзі та близькі відгукуються про подругу, як про щиру  людину, яка завжди підтримає добрим словом і посмішкою.

## Кар’єра
Дебют турецької актриси відбувся в серіалі «Ти назви». Тут Озге зіграла одну з головних ролей дівчину -Зехру. Після виходу турецької «мильної опери» на екрани Озге стала відразу популярною. Її партнером був Еркан Мерич, який вже був популярний в той час. Одного ранку яскрава брюнетка прокинулася популярною. Практично відразу на інстаграм актриси підписалося кілька тисяч осіб. На цей час на особисту сторінку Озге підписано майже 2 млн  осіб. Всі фото набирають безліч лайків.В проєкт «Клятва» дівчина грає скромну сироту Рейхан. Образ для Ягиз був незвичайний і вона до останнього не могла повірити, що ця роль для неї. Режисери відразу в ній розглянули головну героїню. У 2020 вийшов новий серіал «Моя ліва половинка» де одну з головних ролей отримала Озге. Дівчина зіграла роль — Серри. У серіалі знімається з такими акторами, як Толга Менді, Джансель Ельчин, Джемре Байсель, Дефне Самьелі.

## Особисте життя
Відомо, що коханим актриси є  Гекберк Демірджі⁣ — відомий по серіалу «Клятва», у якому вони знімались разом. Більше ніж двісті серій проведених на знімальному майданчику зробили свою справу. І якщо любов в серіалі «Клятва» не змогла перемогти, то в реальному житті ще як зуміла.

## Фільмографія
2016 – «Ти назви» (Adini sen koy)
2019 – «Клятва» (Yemin)
2020-2021- «Моя ліва половинка» (Sol Yanim)
2021 - «Один з нас» (İçimizden Biri)
2022 - «Батько» (Baba)
2023 - «Сапфір» (Safir)

## Нагороди
| Рік  | Премія                       | Категорія      | Номінант  | Результат |
| ---- | ---------------------------- | -------------- | --------- | --------- |
| 2023 | 49. Премія «Золотий метелик» | Висхідна зірка | Озге Ягиз | Перемога  |